# 在マーシャル諸島中華民国大使館
在マーシャル諸島中華民国大使館（ざいマーシャルしょとうちゅうかみんこくたいしかん、繁体字中国語: 中華民國駐馬紹爾群島大使館、英語: Embassy of the Republic of China (Taiwan) in the Marshall Islands）は、中華民国（台湾）がマーシャル諸島の首都マジュロに設置している大使館である。1998年11月20日に両国間の外交関係が樹立された後、同年12月5日に大使館が開設された。

## 住所
A5-6 PII Apartment, Lojkar Village, Long Island, Majuro, MH 96960

## 大使
2022年10月12日、夏季昌（英語: Steve C. C. Hsia スティーブ・C・C・シャ）がデービッド・カブア大統領に信任状を捧呈して、爾後、特命全権大使を務めている。